# Just Wanna Dance
Just Wanna Dance è il primo singolo estratto dall'album Starting Over della cantautrice e ballerina statunitense LaToya Jackson. Fu pubblicato il 28 giugno 2004.

## Descrizione
Dopo sei anni di lontananza dalle scene e dopo essere scappata da una relazione violenta con il marito e manager Jack Gordon, La Toya Jackson fece ritorno alle registrazioni in studio per realizzare un album autobiografico, che inizialmente prese il nome provvisorio di Startin' Over. Just Wanna Dance fu registrata nel 2002, ma fu pubblicata solo nel 2004 come singolo di apertura.
La cantante iniziò il lavoro sulla canzone visitando prima i night club per aggiornarsi sul tipo di musica in voga. Per fare questo si travestì da suo alter ego maschile "Toy". Come risultato ottenne un brano dal testo sessualmente ambiguo, che descrive una notte brava in una discoteca, dove i presenti "non sanno se sono un lui o una lei".

## Accoglienza e successo commerciale
Inizialmente il singolo fu pubblicato sotto il nome "Toy", cosicché i disc jockey lo prendessero in considerazione prima di buttarlo da parte. Per la soddisfazione della popstar, la strategia funzionò e la Jackson telefonò ai DJ che avevano messo il suo brano per rivelare loro la vera identità del cantante.
Il singolo conquistò la 13ª posizione nella classifica dance di Billboard, rendendolo il singolo piazzatosi più in alto nella sua carriera.
Nonostante tutto non ne seguì una pubblicazione commerciale, principalmente perché l'etichetta discografica della cantante, la Ja-Tail Records, non aveva ancora stipulato un contratto di distribuzione. Un altro singolo, Free the World, uscì 5 mesi dopo. A seguito del successo di entrambe le canzoni, la Ja-Tail ottenne infine un accordo di distribuzione con la Universal-Bungalo Records.

## Promozione
LaToya Jackson interpretò Just Wanna Dance per la prima volta al gran finale del reality show messicano La Academia il 18 dicembre 2011.

## Critica
Il sito www.about.com lodò l' Extended Vocal Mix di Randolph dicendo che aveva "una veloce base synth che sarebbe in grado di spingere chiunque in pista". La voce della Jackson fu altrettanto elogiata per "essere piuttosto adatta ai versi canticchiati". Outword Magazine descrisse il brano come "molto dinamico e contagioso".

## Tracce
1. Just Wanna Dance (Radio Edit) – 3:54
2. Just Wanna Dance (Vibelicious Radio Remix) – 4:38
3. Just Wanna Dance (Randolph's Tribal Radio Remix) – 3:48
4. Just Wanna Dance (Randolph's Dirty Radio Mix) – 3:55
5. Just Wanna Dance (Vibelicious Club Mix) – 6:59
6. Just Wanna Dance (Vibelicious Cyber Club Mix) – 8:08
7. Just Wanna Dance (Randolph's Tribal Club Mix) – 9:41
8. Just Wanna Dance (Randolph's Tribal Alternative Remix) – 9:54
9. Just Wanna Dance (Randolph's House Dub) – 9:46
10. Just Wanna Dance (Toy's Extended Vocal) – 9:54
11. Just Wanna Dance (Toy's Dub) – 9:46

## Classifiche
| Classifica (2004)                               | Posizione massima |
| ----------------------------------------------- | ----------------- |
| U.S. Billboard – Classifica dance (Stati Uniti) | 13                |